# ثوم زيتي
ثوم زيتي (الاسم العلمي: Allium oleraceum) هو نوع من النباتات يتبع جنس الثوم من الفصيلة النرجسية.